# Akhal-Teke

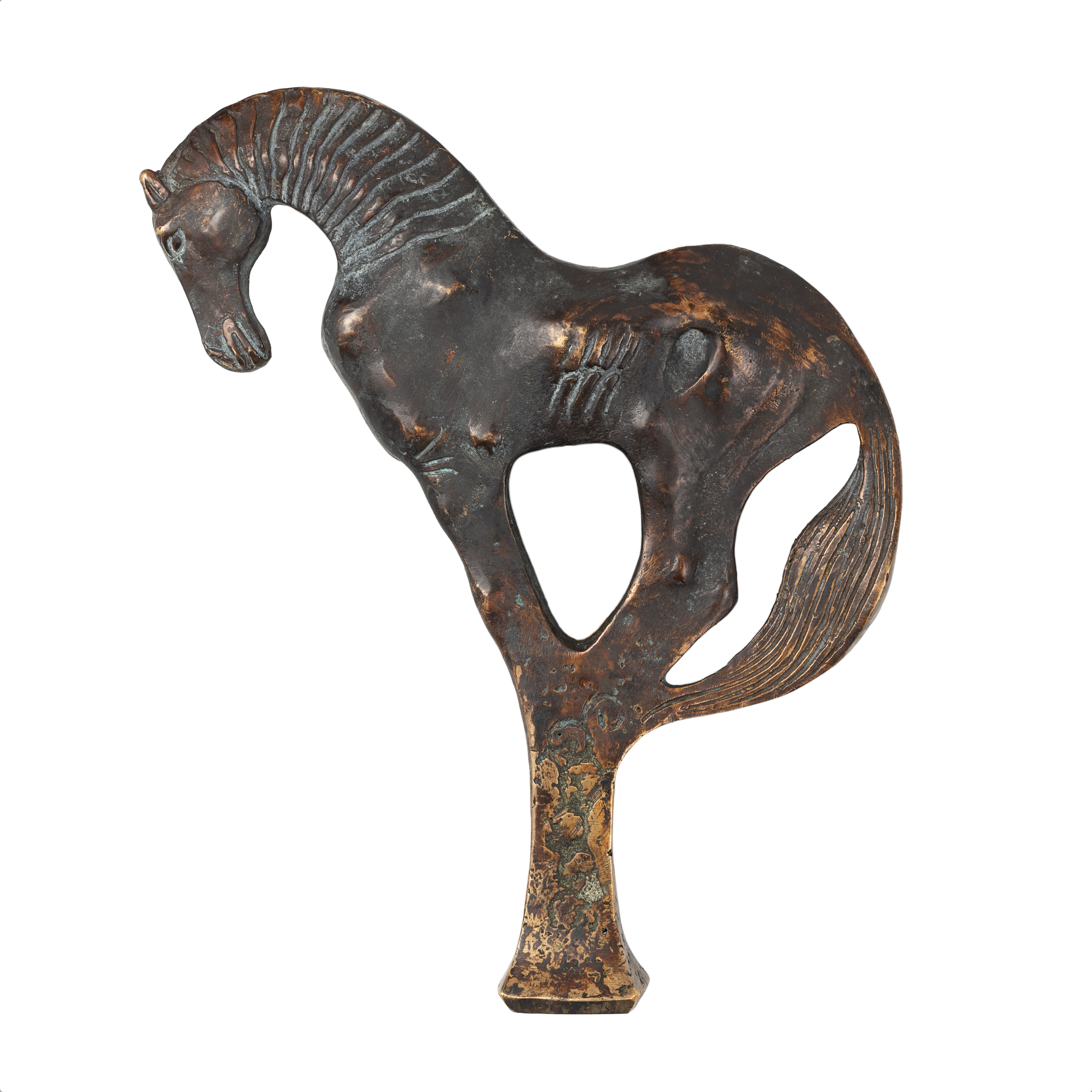
Oud Akhal-Teke-paard, brons, 4e-1e eeuw voor Christus.

De Akhal-Teke (Turkmeens: Ahalteke) is een volbloed paard uit Turkmenistan. Het is het nationaal symbool van het land. De paarden staan bekend om hun snelheid, uithoudingsvermogen en bestandheid tegen sterk wisselende klimaatomstandigheden. Er wordt vermoed dat ze tot de oudste nog bestaande paardenrassen behoren. Het aantal Akhal-Tekes wordt geschat op 3500 exemplaren, waarvan de meeste in Turkmenistan en Rusland leven en kleinere aantallen in Duitsland en de Verenigde Staten.

## Kenmerken
De stokmaat van de Akhal-Teke ligt tussen de 154 en 164 centimeter. De paarden hebben meestal een bleekgouden kleur, vergelijkbaar met valk. Ze kunnen ook bruin, zwart of grijs zijn. De Akhal-Teke’s belangrijkste kenmerk is de natuurlijke metaalachtige glans van zijn vacht. Dit wordt vooral gezien bij de palomino en valk kleuren. Vermoedelijk was dit kleurpatroon functioneel als schutkleur in de woestijn.

De Akhal-Teke heeft een smal hoofd met lange oren. Het paard heeft enigszins amandelvormige ogen. De manen en staart zijn dun. De lange rug is licht gespierd. De Akhal-Teke heeft een dunne huid en sterke benen. De paarden hebben een slank lichaam met een diepe borst.

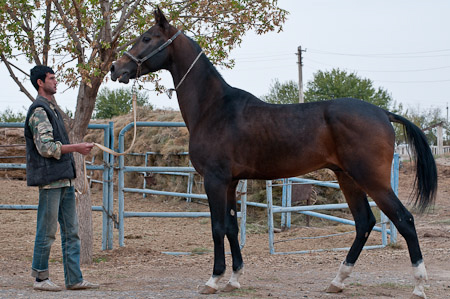
Akhal-Teke in Turkmenistan

De Akhal-Teke heeft een groot uithoudingsvermogen. Dit werd in 1935 gedemonstreerd toen een groep Turkmeense ruiters een afstand van 2500 mijl van Asjchabad naar Moskou aflegde in 84 dagen, inclusief een traject van drie dagen door de woestijn zonder water.
Het dier staat bekend als een goed springpaard.

## Geschiedenis
Volgens sommigen werden de Akhal-Tekes jarenlang verborgen gehouden door stamleden. Het gebied waar het ras voor het eerst werd gezien, de Turkmeense woestijn Karakum, is een rotsachtige woestijnvlakte omgeven door bergen. Anderen beweren echter dat de paarden afstammelingen zijn van paarden die door Mongoolse ruiters werden gebruikt in de 13e en 14e eeuw.
Het ras vertoont sterke overeenkomsten met het nu uitgestorven Turkmeens paard. Sommige historici geloven dat de twee van hetzelfde paardenras afstammen. Er bestaan twijfels of de Arabieren nu de voorouders of juist de nakomelingen zijn van de Akhal-Teke. Er zijn ook theorieën die beweren dat alle hoog in het bloed staande warmbloedrassen, zoals de arabier, Turkmeense paarden, Akhal-Teke en de berber afstammen van een gemeenschappelijk voorgeslacht.
Turkmeense stammen behoren tot de volken waar het paard voor het eerst als rijdier gebruikt werd en waar al vroeg met paarden gefokt werd. De paarden werden gekoesterd door nomaden en werden door de Russen argamaks genoemd.
In 1881 werd Turkmenistan onderdeel van het Russische Rijk. De stammen vochten met de tsaar maar verloren. Generaal Kuropatkin richtte na de oorlog een stoeterij op om de paarden die hij de stamleden had zien gebruiken te fokken. Hij hernoemde het ras 'Akhal-Tekes', naar de Teke, een Turkmeense stam die vlak bij de Akhal-oase woonde. Het Russische stamboek werd opgericht in 1941.
De Akhal-Teke heeft veel invloed gehad op andere rassen, waaronder waarschijnlijk ook de Engelse volbloed. Het Oost-Pruisische ras de trakehner is bijvoorbeeld ook beïnvloed door de Akhal-Teke.
Het ras kreeg het zwaar te verduren toen de Sovjet-Unie op grote schaal paarden liet slachten voor de vleesindustrie, ook al weigerden lokale Turkmenen het paardenvlees te eten. Op een bepaald moment bleven er slechts 1250 paarden over en werd export naar landen buiten de Sovjet-Unie verboden. De overheid van Turkmenistan gebruikt de paarden tegenwoordig als diplomatieke geschenken. Een voorbeeld hiervan is de hengst Maksat, die als cadeau diende van Saparmurat Niazov, oud-president van Turkmenistan, aan John Major, destijds prime minister van het Verenigd Koninkrijk. Tevens worden er door de overheid internationale veilingen gehouden om deviezen te verwerven ter ondersteuning van de fokkerij.

## Afbeeldingen

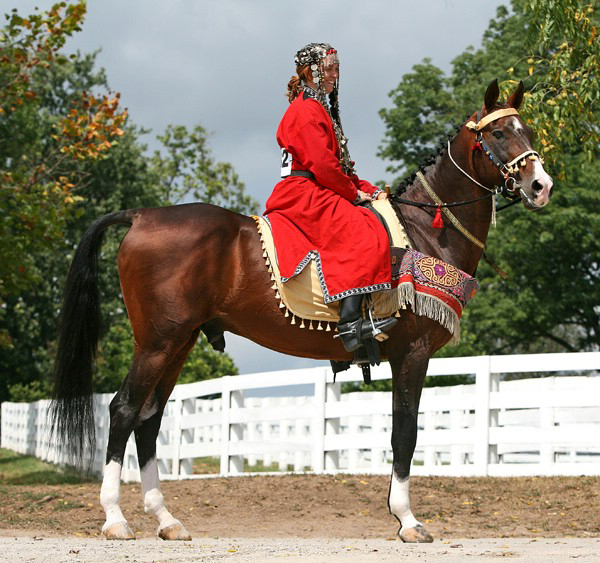
Hengst onder het zadel
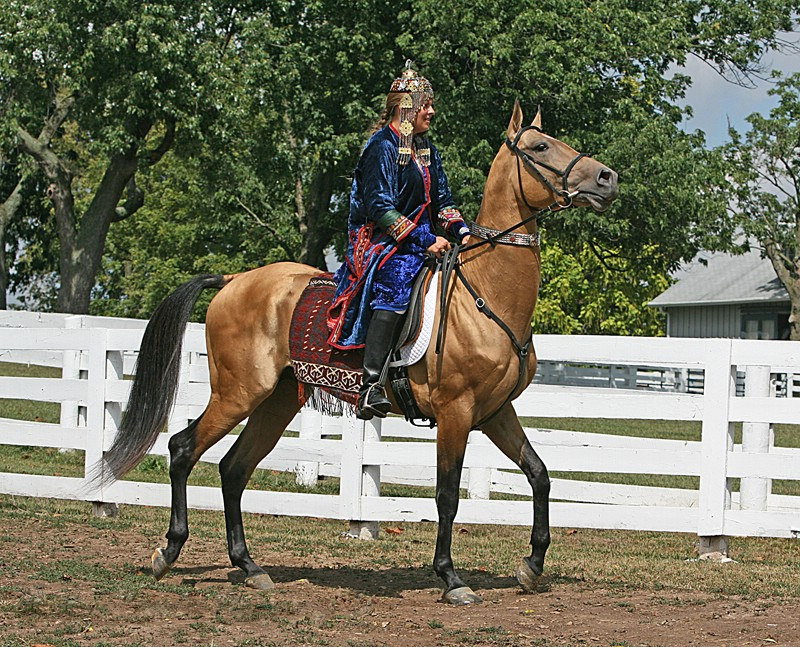
Hengst onder het zadel
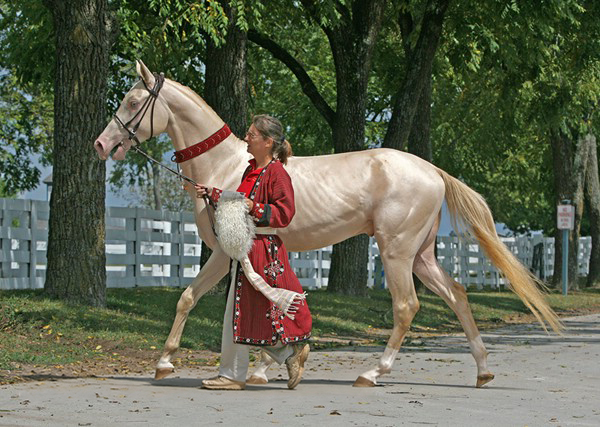
Hengst aan het halster